# Godziszewo (województwo pomorskie)
Godziszewo (kaszb. Gòdzëszewò) – wieś kociewska w Polsce, położona w województwie pomorskim, w powiecie starogardzkim, w gminie Skarszewy. 
Wieś jest siedzibą sołectwa Godziszewo, w którego skład wchodzą również Marianka.
Wieś leży na skrzyżowaniu szlaków komunikacyjnych Gdańsk - Starogard Gdański 222 i Tczew - Skarszewy 224, połączenie autobusami PKS z tymi miejscowościami. Ludność według spisu powszechnego z roku 2011 wynosi 611 osób.
Wieś położona nad jeziorem Godziszewskim i rzeką Styną. 

## Części wsi
| SIMC    | Nazwa    | Rodzaj  |
| ------- | -------- | ------- |
| 0171670 | Marianka | kolonia |

## Historia
Według Słownika geograficznego Królestwa Polskiego z roku 1881, Godziszewo jest jedną z najstarszych osad pomorskich. W roku 1258 rycerz (eques) Jan z Wyssenburga, pochodzący z otoczenia pomorskiego księcia Sambora II, podarował tę wieś zakładającemu się właśnie nowemu klasztorowi oo. cystersów w Pogódkach (który to klasztor został potem przeniesiony do Pelplina).
W roku 1301 zakonnicy pelplińscy odstąpili wieś wraz z trzema innymi biskupowi kujawskiemu Gerwardowi, który w zamian darował swoje dziesięciny biskupie z całego klucza pelplińskiego dóbr biskupich. 
W roku 1328 biskup kujawski Maciej oddał ją na własność oo. cystersom w Lądzie w zamian za inne dobra. Odtąd klasztor lędzki posiadał Godziszewo aż do rozbioru Polski. W roku 1772 rząd pruski zabrał je klasztorowi i po sekularyzacji dóbr duchownych wydał na własność tutejszym włościanom.
Nazwa wsi notowana jest od roku 1583. Wcześniejsze nazwy to Gotsowe, Godeschowe, Goseszewo, Godessewo, Godzessewo, Gardczan, Gardschau. 
Na terenie wsi znajduje się zabytkowy rokokowy kościół z 1748 roku (parafia św. Jana Nepomucena), cmentarz parafialny, szkoła podstawowa, sklep spożywczo-przemysłowy.
Do 1954 roku miejscowość była siedzibą gminy Godziszewo. W latach 1954–1971 wieś należała i była siedzibą władz gromady Godziszewo, po jej zniesieniu w gromadzie Turze. W latach 1945–1975 miejscowość administracyjnie należała do tzw. dużego województwa gdańskiego, a w latach 1975-1998 do tzw. małego województwa gdańskiego.

## Zabytki
Według rejestru zabytków NID na listę zabytków wpisany jest kościół parafialny pw. św. Jana Nepomucena, 1748, nr rej.: A-602 z 30.05.1972.